# 特羅斯季亞尼齊亞 (穆卡切沃區)
48°38′10″N 22°41′45″E / 48.63611°N 22.69583°E
特羅斯季亞尼齊亞（烏克蘭語：Тростяниця），是烏克蘭的村落，位於該國西部外喀爾巴阡州，由穆卡切沃區負責管轄，面積0.42平方公里，海拔高度512米，2001年人口179，人口密度每平方公里424.17人。